# Paracorymbia fulva
Espèce
Le lepture fauve, Paracorymbia fulva, est une espèce d'insectes coléoptères de la famille des Cerambycidae.

## Dénomination

### Synonymie
- Stictoleptura fulva
- Corymbia fulva
- Brachyleptura fulva (De Geer)

## Morphologie

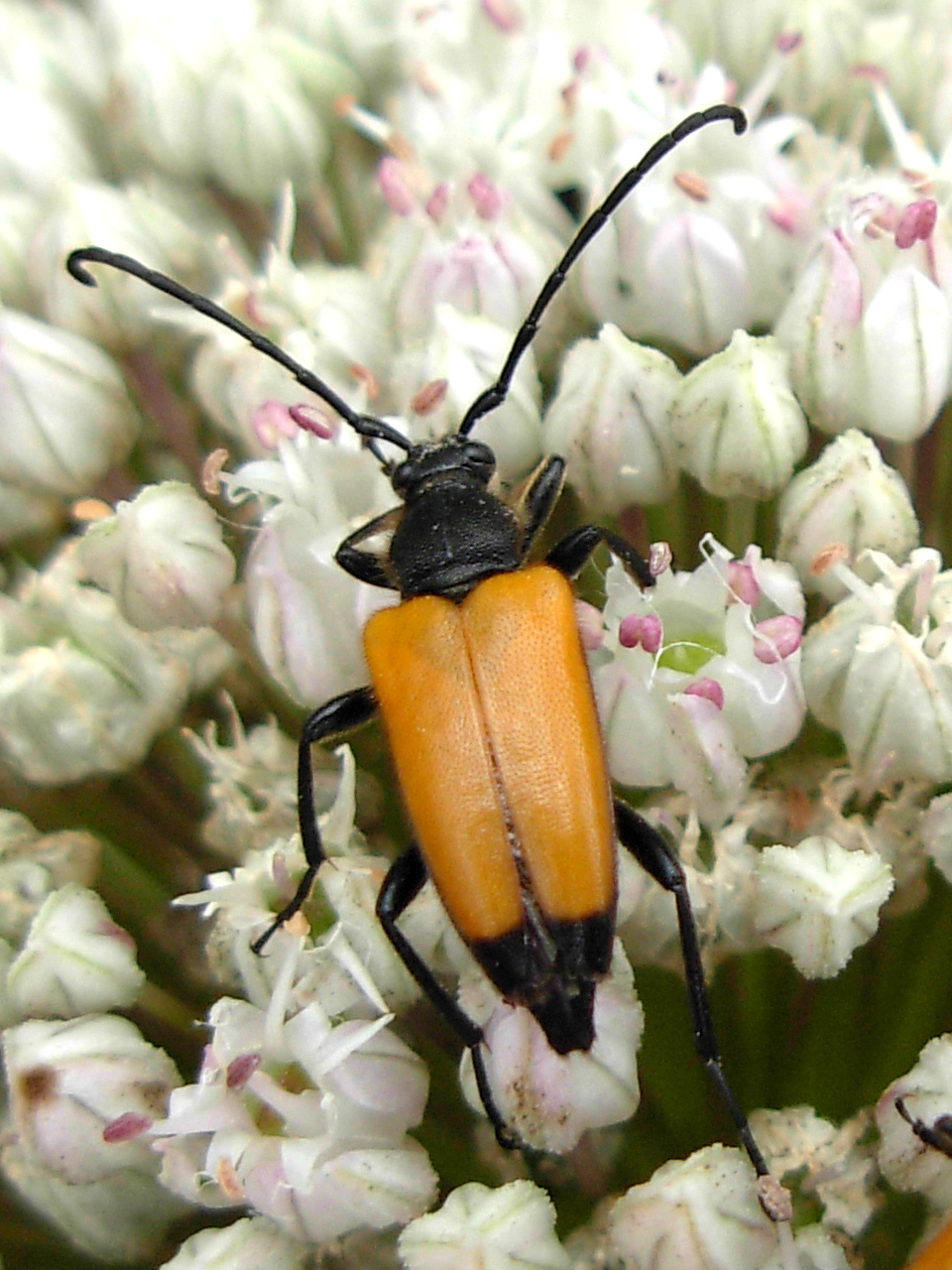
femelle

Longueur de 9 à 14 millimètres (les femelles sont légèrement plus grosses). Les élytres subtriangulaires sont de couleur fauve et ont l'extrémité foncée. Les antennes, le pronotum et les pattes sont noirs et le ventre possède de fines rayures jaunes.

## Biologie
On le rencontre facilement comme d'autres espèces de leptures sur les fleurs pendant le printemps et l'été, en particulier sur les ombelles de carotte et de persil, les marguerites, les ronces. Visible en mai et août. Larves probablement dans le bois des feuillus.

## Répartition

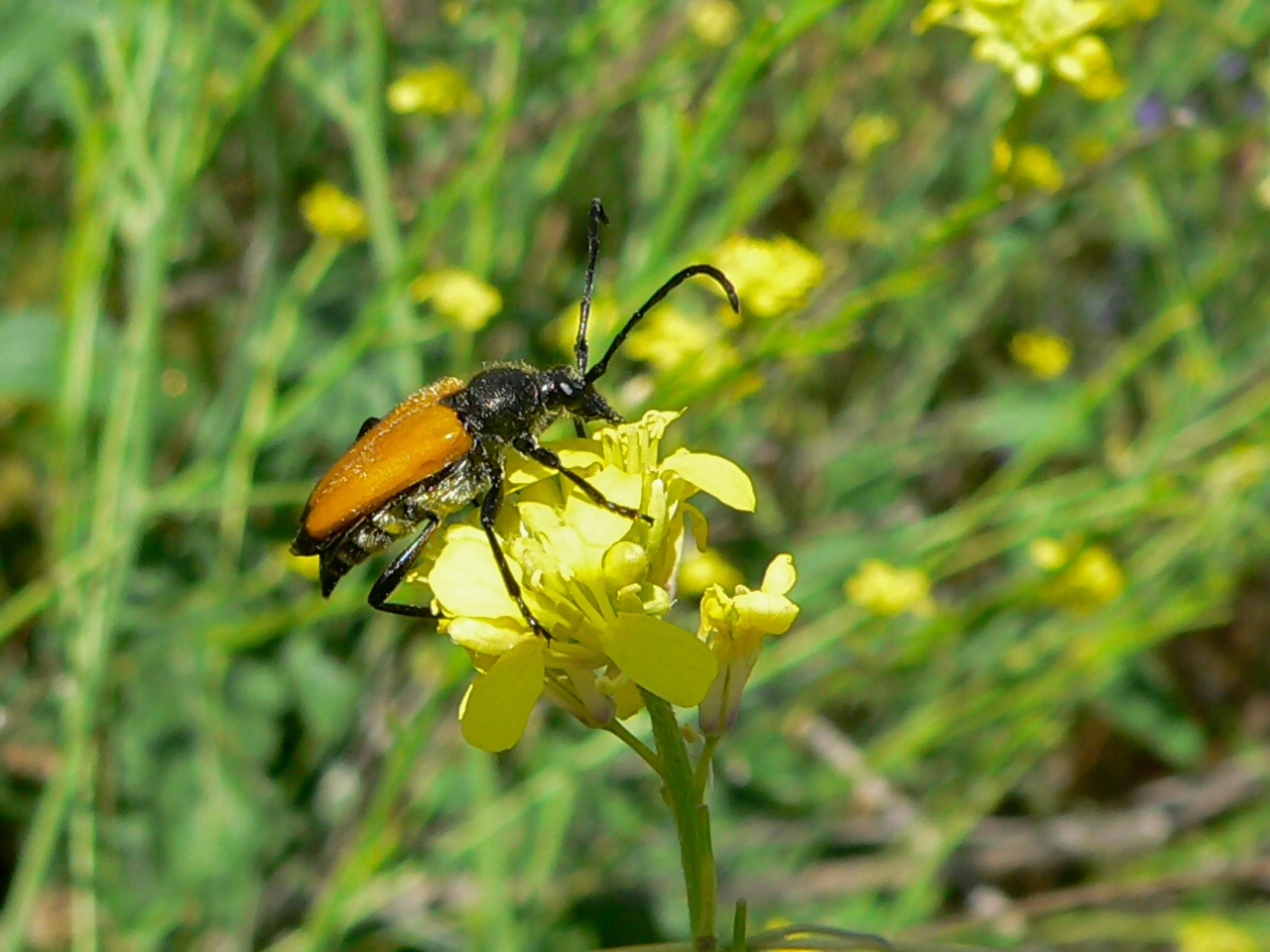
Lepture fauve (Hérault, France)

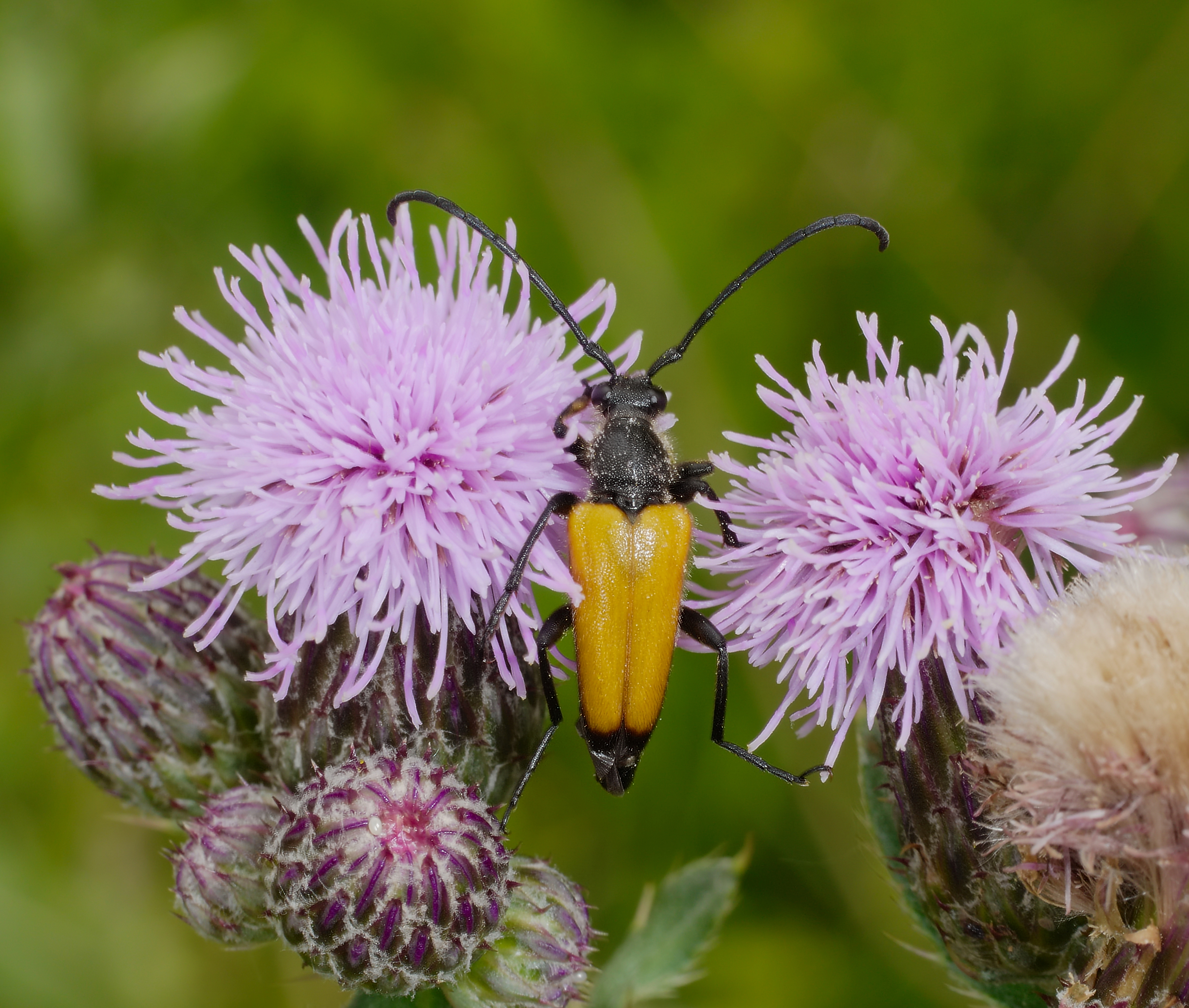
Lepture fauve (Mannheim, Allemagne)

L'espèce est commune en France, Italie et Balkans, Sud de l'Angleterre, Nord-ouest de l'Espagne.